# Geigersmühle
Geigersmühle ist ein Gemeindeteil der Stadt Helmbrechts im Landkreis Hof (Oberfranken, Bayern). Geigersmühle liegt in der Gemarkung Wüstenselbitz.
'

## Geografie
Der Weiler liegt an der Selbitz. Neben einer Gaststätte gibt es einige landwirtschaftliche Gebäude und eine moderne Ansiedlung der Firma Raumedic im Gewerbepark A 9 Mitte. Unmittelbar östlich stehen zwei Kastanien und zwei Ahorn, die als Naturdenkmal ausgezeichnet sind. Südwestlich von Geigersmühle, bereits in der Gemarkung Meierhof bei Münchberg, befindet sich ein Waschhügel eines ehemaligen Goldwaschplatzes, der als Geotop ausgezeichnet ist. Die Staatsstraße 2194 führt nach Helmbrechts (2,5 km nordwestlich) bzw. zur Anschlussstelle 35 der Bundesautobahn 9 (3 km südöstlich). Eine Gemeindeverbindungsstraße führt nach Ottengrün zur Kreisstraße HO 38 (1,8 km westlich).

## Geschichte
Geigersmühle wurde auf Siedlungsresten der früheren Ortschaft Keferngrün errichtet. 1562 wurde sie von Fritz Geyger gekauft und später dann nach ihm benannt.
Geigersmühle gehörte zur Realgemeinde Ottengrün. Gegen Ende des 18. Jahrhunderts bestand Geigersmühle aus drei Anwesen (1 Mahl- und Schneidemühle, 2 Häuser). Die Hochgerichtsbarkeit stand dem bayreuthischen Stadtrichteramt Münchberg zu. Das Kastenamt Münchberg war Grundherr sämtlicher Anwesen.
Von 1797 bis 1810 unterstand Geigersmühle dem Justiz- und Kammeramt Münchberg. Infolge des Ersten Gemeindeedikts wurde Geigersmühle dem 1812 gebildeten Steuerdistrikt Wüstenselbitz und der zugleich entstandenen Ruralgemeinde Wüstenselbitz zugewiesen. Im Zuge der Gebietsreform in Bayern wurde Geigersmühle am 1. Juli 1972 nach Helmbrechts eingemeindet.
Die denkmalgeschützte Mahl- und Schneidmühle an der Selbitz wurde 2011 abgerissen. Letzter Besitzer war Adolf Lang, der den Mühlbetrieb 1987 einstellte und bis 1999 noch darin wohnte.

### Einwohnerentwicklung
| Jahr      | 1820  | 1861   | 1871   | 1885   | 1900   | 1925   | 1950   | 1961   | 1970   | 1987  |
| Einwohner | 26    | 21     | 26     | 24     | 19     | 21     | 14     | 13     | 7      | 6     |
| Häuser    | 3     |        |        | 4      | 4      | 4      | 4      | 4      |        | 3     |
| Quelle    | [ 7 ] | [ 11 ] | [ 12 ] | [ 13 ] | [ 14 ] | [ 15 ] | [ 16 ] | [ 17 ] | [ 18 ] | [ 1 ] |

## Religion
Geigersmühle ist seit der Reformation evangelisch-lutherisch geprägt und war ursprünglich nach St. Peter und Paul (Münchberg) gepfarrt. Seit dem 19. Jahrhundert war St. Johannes der Täufer (Helmbrechts) zuständig, seit den 1920er Jahren schließlich die neu gebildete Pfarrei Wüstenselbitz.